# Ville sans voiture
Pour le mouvement international contre la voiture en ville, voir Mouvement Car-free.

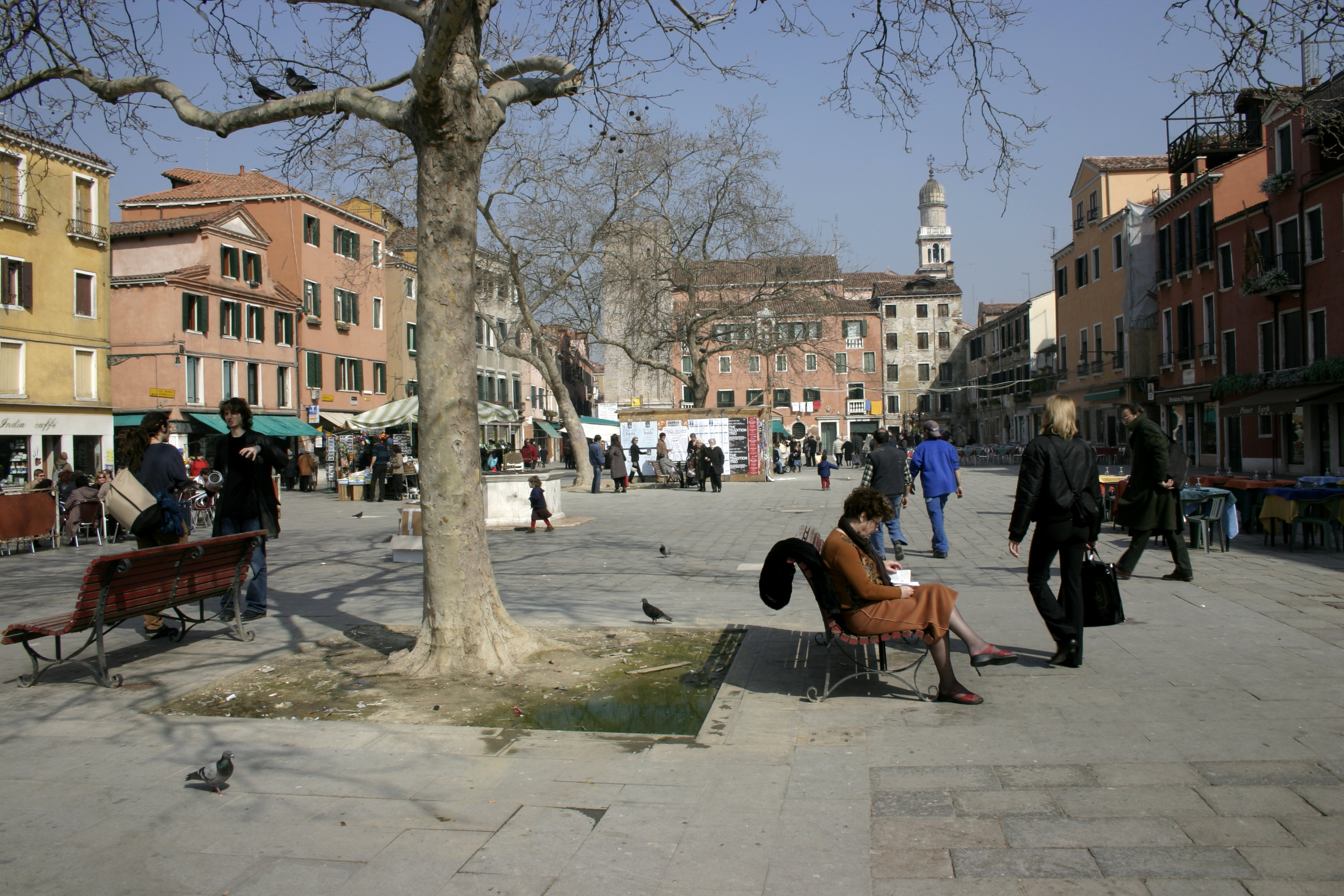
Une place à Venise, un exemple de ville sans voiture

Une ville sans voiture est une ville au sein de laquelle les déplacements se font principalement par les transports publics, à pieds ou à vélo. Beaucoup de villes contiennent au moins une rue ou zone spécifique, appelée zone piétonne, où il n'y a pas de routes.

## Histoire
De nombreuses villes anciennes dans le monde ont été fondées des siècles avant l'avènement de l'automobile. Nombre d'entre elles continuent d'avoir des zones sans voitures dans les parties les plus anciennes - en particulier dans les zones où il est impossible pour les voitures de circuler, par exemple dans les ruelles étroites.
En 1996, J.H. Crawford, a proposé une conception théorique pour une ville sans voiture d'un million d'habitants, qu'il a peaufinée dans ses livres, Carfree Cities et Carfree Design Manual.

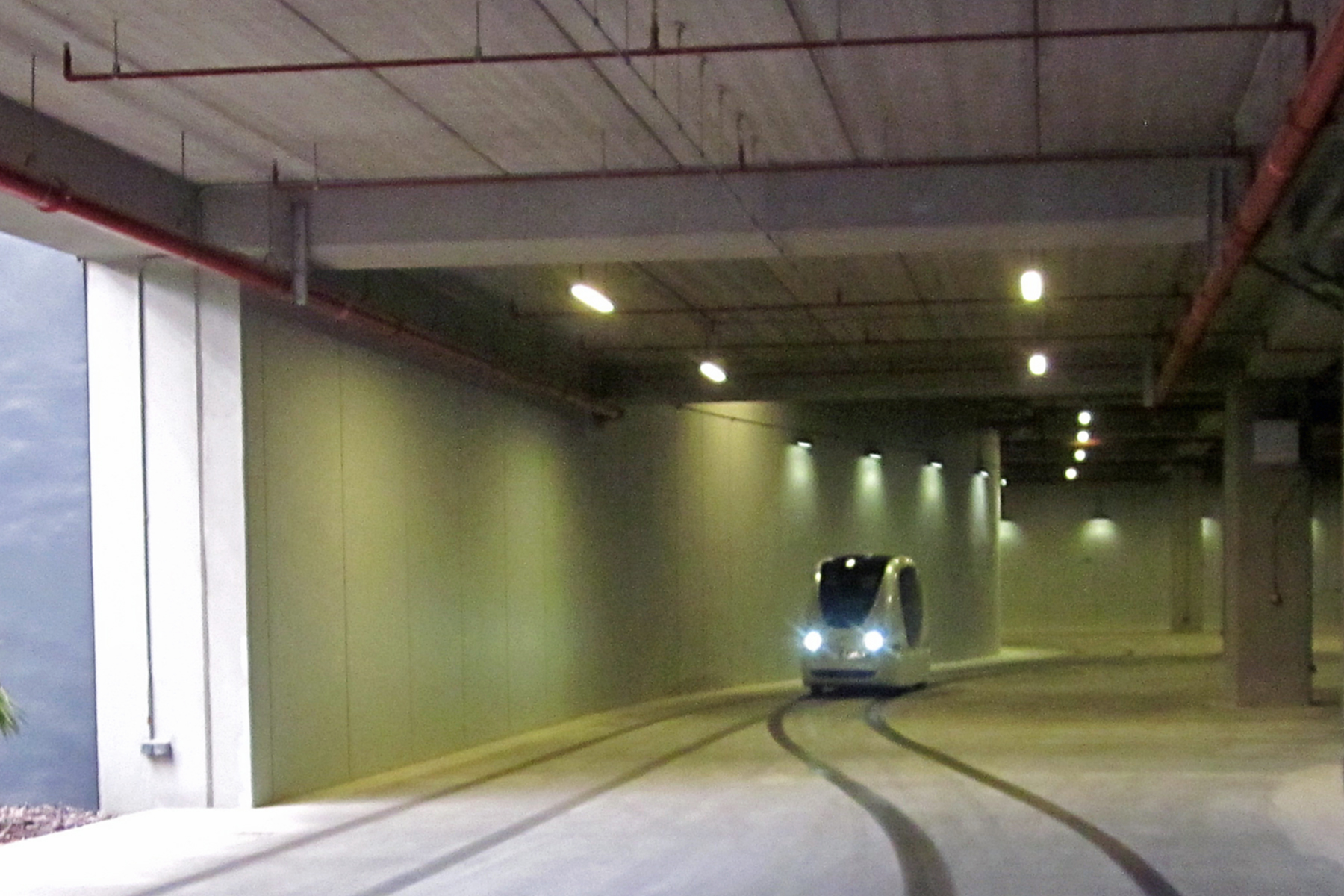
Le réseau autonome PRT (Personal Rapid Transit) de Masdar City fonctionne sous terre et à l'intérieur des bâtiments, permettant aux espaces de rue d'être uniquement piétons, tout en conservant les avantages du transport en commun.

En 2006, l'agence de développement d'Abou Dhabi a publié les plans directeurs de Masdar City, conçue pour être une ville hautement durable et entièrement planifiée. Les plans ont également mis l'accent sur le fait que les rues au niveau du sol sont réservées aux piétons et qu'aucun véhicule à moteur personnel n'est autorisé dans la ville. Ainsi, la ville se veut piétonne et utilise des transports en commun entièrement électriques et autonomes, pour parcourir de plus grandes distances.
Dans le cadre du plan de mobilité urbaine 2014 du conseil municipal, Barcelone a mis en œuvre ses projets de super-îlots, dans lesquels des espaces réservés aux piétons sont créés, englobant les rues intérieures de neuf îlots de la ville.

## Politique
Certaines villes sans voiture sont planifiées et financées par le gouvernement, comme Masdar City et la nouvelle zone de Tianfu près de Chengdu en Chine, tandis que d'autres sont planifiées par le secteur privé, comme le projet Venus. Dans les endroits dépourvus de routes, il n'est pas nécessaire de prélever une taxe sur les véhicules à moteur.

## Effets

### Les avantages
Les cobénéfices directs de l'aménagement urbain sans voiture consistent principalement à atténuer les effets négatifs constatés dans de nombreuses villes, tels que la mauvaise qualité de l'air due aux polluants résultant du processus de combustion utilisé dans de nombreux véhicules à moteur, la pollution sonore et les vibrations du sol dues à l'utilisation des moteurs et des véhicules, et la réduction de l'effet d'îlot de chaleur urbain.

### Inconvénients
Les modèles sans voiture limitent les possibilités de transport. Le degré de dépendance des villes à l'égard de l'automobile varie et la structure urbaine tend à suivre un modèle de zone concentrique. Ainsi, les personnes vivant dans les banlieues et les ex-banlieues peuvent perdre un accès commode au centre-ville, dans les projets de réaménagement des zones résidentielles centrales et riches. 

## Processus
Une ville existante peut devenir une ville sans voiture en fermant stratégiquement les rues et les places à la circulation automobile et en les réservant à l'usage exclusif des piétons. Dans la pratique, cela se fait souvent au moyen de barrières physiques (c'est-à-dire de potelets de ville). Ces barrières peuvent être fixes ou mobiles (dans ce cas, une partie de la circulation - par exemple, les transports publics, les camionnettes qui doivent réapprovisionner les points de vente en ville, les camions à ordures...) est toujours autorisée, mais l'accès des voitures personnelles reste interdit. L'ouverture et la fermeture de ces barrières se font souvent manuellement, à l'aide d'un laissez-passer électronique, mais peuvent aussi se faire à l'aide de caméras de reconnaissance automatique des plaques minéralogiques reliées au système de barrière. 
Après la fermeture des rues et des places à la circulation des voitures privées, des réseaux piétons et cyclistes émergent progressivement et relient plusieurs parties de la ville. De la même façon, poussés par le même besoin d'éviter les conflits avec la circulation automobile et d'améliorer la circulation des piétons, des réseaux piétonniers peuvent émerger au-dessous de la rue (ville souterraine) ou au-dessus du niveau de la route pour desservir les grands centres-villes.

## Exemples
La ville de Venise est un exemple de la façon dont une ville moderne peut fonctionner complètement sans voiture. Cette conception n'était pas intentionnelle puisque la ville a été fondée il y a plus de 1 500 ans, bien avant l'invention de l'automobile. Les visiteurs qui se rendent en ville ou les résidents qui possèdent une voiture doivent garer leur voiture dans un parking à l'extérieur de la ville, puis se rendre en ville à pied ou en train. Le moyen de transport prédominant dans la ville est la marche à pied, mais il existe également des vaporetti (autobus aquatiques motorisés) qui sillonnent les canaux de la ville. 
L'île Mackinac aux États-Unis et l'île de Paquetá au Brésil sont d'autres exemples de lieux sans voitures, où les voitures sont interdites et où les principaux moyens de transport sont les chevaux, les vélos et les bateaux. 

La conception de Masdar City aux Émirats arabes unis a adopté une philosophie sans voiture comme base fondamentale pour être une ville écologique. Les voitures personnelles sont éliminées des espaces de rue, au profit d'une conception de ville piétonne, et de l'utilisation de son réseau de transport rapide personnel autonome pour les transports publics sur de plus grandes distances. La Great City, en Chine, est un autre exemple de ville nouvellement développée, conçue en tenant compte des principes fondamentaux d'une ville sans voiture. 

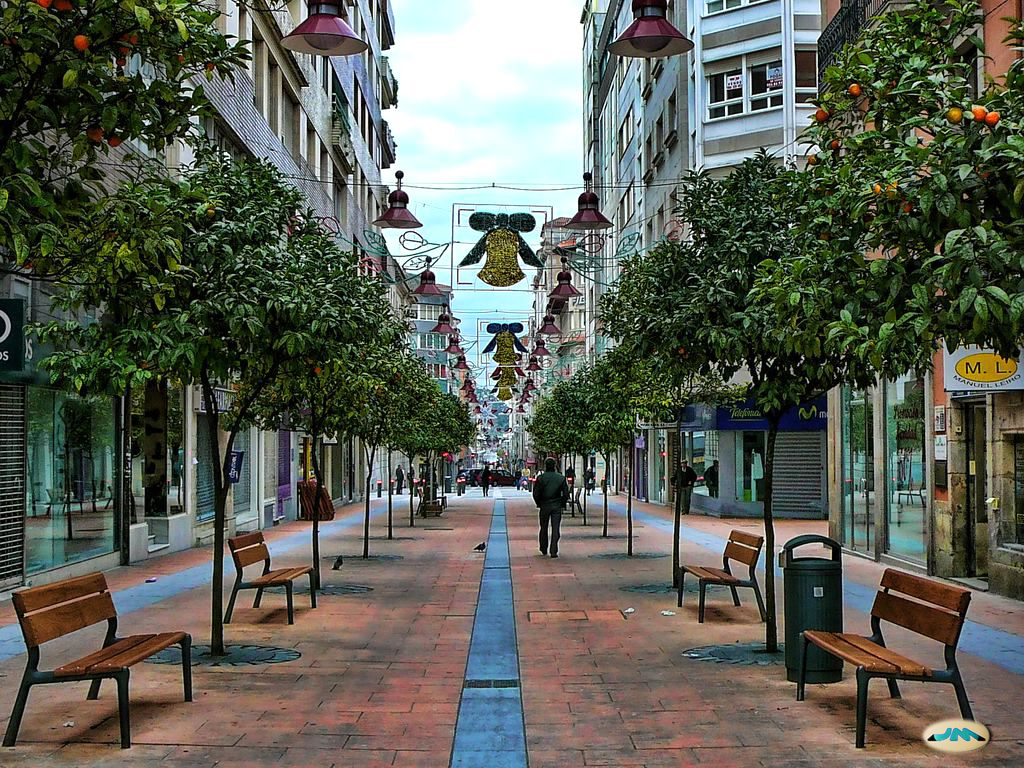
L'une des nombreuses rues piétonnes de Pontevedra

En Europe plusieurs autres villes sont partiellement fermées à la circulation automobile. À Pontevedra, en Espagne, tout le cœur de la ville est piéton et on a créé le célèbre Metrominuto pour se déplacer à pied. Les taxis et les détenteurs de permis peuvent y entrer mais ne peuvent dépasser 10 km/h. 
À Gand, en Belgique, tout le cœur de la ville également, soit 35 hectares , est presque interdit aux voitures : les transports publics, les taxis et les détenteurs de permis peuvent y entrer mais ne peuvent dépasser 20 km/h.
À Strøget, à Copenhague, il existe une grande zone commerciale sans voiture dans le centre-ville.
À Oslo, les voitures sont totalement interdites dans certaines rues. La ville a également supprimé plus de 700 places de stationnement en bordure de trottoir et les a remplacées par des pistes cyclables, des plantes, des petits parcs et des bancs. Elle considère cela comme une étape majeure vers la vision d'un centre ville sans voitures,,.

## Voir également
- Journées sans voiture
- Mouvement sans voiture
- Jan Gehl
- Liste des lieux sans voiture
- Zone piétonne
- Ville intelligente
- Transport durable